# DePaul Egyetem
A DePaul Egyetem egy amerikai katolikus egyetem Chicagóban. A Vincés rend alapította 1898-ban, és Páli Szent Vince tiszteletére szentelték.

## Tanítási területei (válogatás)
- Kereskedelem/közgazdaságtan
- Számítástechnika, távközlés
- Zene
- New Learning (felnőttképzés)
- Pedagógia
- Jogtudomány
- Színháztudomány

## Sport
A DePaul Blue Demons a Division I NCAA tagja, és néhány éve a Nagy Keleti Konferenciához kapcsolódik. A kosárlabda a fő sportág, és a hazai mérkőzéseket gyakran a United Centerben, az NBA-s Chicago Bulls otthonában játsszák.

### Kosárlabda
A DePaul kosárlabdacsapatának sikeres időszaka az 1970-es és 80-as évek voltak, Ray Meyer edző vezetésével a Blue Demons 1979-ben bejutott a Final Fourba. 1945-ben a csapat megnyerte a Nemzeti Meghívásos Versenyt (NIT). Mára eltűntek a dicsőség napjai, és az NCAA-tornára való kvalifikációja is nagy szó.

## Személyiségek
Film
- Gillian Anderson (* 1968) – színésznő és Autorin
- Judy Greer (* 1975) – színésznő
- Sean Gunn (* 1974) – színész
- Linda Hunt (* 1945) – Oscar-díjas színésznő
- Stana Katić (* 1978) – színésznő
- Alexander Koch(wd) (* 1988) – színész
- Joe Keery (* 1992) – színész és zenész
- Joe Mantegna (* 1947) – színész
- Michael Muhney(wd) (* 1975) – színész
- John C. Reilly (* 1965) – színész
- Michael Rooker (* 1955) – színész

Zene
- Ramsey Lewis (1935–2022) – jazz-zenész
- Ray Manzarek (1939–2013) – zenész (The Doors)
- Alekszandr Nyikolajevics Cserepnyin(wd) (1899–1977) – zeneszerző
- Chicago – rockegyüttes

Politika
- Richard M. Daley(wd) (* 1942) – Chicago polgármestere

Sport
- George Mikan (1924–2005) – kosárlabdázó
- Quentin Richardson (* 1980) – kosárlabdázó
- Mark Aguirre (* 1959) – kosárlabdázó
- Wilson Chandler (* 1987) – kosárlabdázó

## Galéria
- A Lincoln Park campus egyik belső kertje
- A jogi iskola főbejárata
- A Loop campus főépülete
- Az egyetem egyik kollégiuma
- A Richardson Könyvtár
- A Byrne Hall

## Fordítás
- Ez a szócikk részben vagy egészben  a   DePaul University című olasz Wikipédia-szócikk ezen változatának fordításán alapul.  Az eredeti cikk szerkesztőit annak laptörténete sorolja fel. Ez a jelzés csupán a megfogalmazás eredetét és a szerzői jogokat jelzi, nem szolgál a cikkben szereplő információk forrásmegjelöléseként.
- Ez a szócikk részben vagy egészben  a   DePaul University című német Wikipédia-szócikk ezen változatának fordításán alapul.  Az eredeti cikk szerkesztőit annak laptörténete sorolja fel. Ez a jelzés csupán a megfogalmazás eredetét és a szerzői jogokat jelzi, nem szolgál a cikkben szereplő információk forrásmegjelöléseként.